# 파블로 바리엔토스
파블로 세사르 바리엔토스(스페인어: Pablo Cesar Barrientos, 1985년 1월 17일 ~)는 아르헨티나의 전 축구 선수이다.